# آیوانهو (مجموعه تلویزیونی)
آیوانهو (انگلیسی: Ivanhoe) نام یک مجموعه تلویزیونی بریتانیایی است که از سال ۱۹۵۸ تا ۱۹۵۹ میلادی از شبکهٔ آی‌تی‌وی پخش شد. اگرچه قسمت اول سریال به صورت رنگی تصویربرداری شد، اما بقیه سریال به صورت سیاه و سفید فیلمبرداری شد.
این مجموعه تلویزیونی برپایهٔ رمان مشهور آیوانهو، اثرِ والتر اسکات ساخته شده است.
در ایران هم، این مجموعه تلویزیونی، در سال‌های ۱۳۵۱ تا ۱۳۵۲ خورشیدی، با دوبلهٔ فارسی از تلویزیون ملی ایران پخش شد.